# 林由郎
林 由郎（はやし よしろう、1922年1月27日 - 2012年1月2日）は、千葉県我孫子市出身のプロゴルファー、ゴルフ指導者・解説者。
長男の林由一、孫の林由寿もプロゴルファーである。

## 略歴
第二次世界大戦直前の1930年代に貧しい農家であった一家を支えるため、小学校を卒業した林は自宅近くの我孫子GCでキャディのアルバイトを始める。大人顔負けの日銭が稼げる仕事でそれ以上のものではなかったが、いち早くボールを発見し利用客に喜んでもらうために一生懸命、客の構えとボールの方向をよく見ていた。毎日、目の前でプレーを見ている内に自然の成り行きでゴルフに魅せられていくと、キャディの仕事の意味は一変。客のスタンスの取り方、グリップの形、テークバックの上げ方、バンカーショットなど、目を皿の様に観察し、練習する毎日となった。厨房でコックがオムライスを作る手元を見ていた林は、そのフライパン返しの手首の返し方が、バンカーショットの上手い客の手首の動きに似ていることを発見。以来これが林の定評のあるバンカーショットとなり、バンカーはピンチでなく、チャンスという自信の礎となった。
キャディトーナメントを経て1938年に16歳でプロテストを受け、貧しい農家の息子であった林が当時「貴族・金持ちのスポーツ」と思われていたゴルフのプロになるなど前代未聞の出来事であったが、結果は見事一発合格。時代は次第に軍事色を強め、特に太平洋戦争中は「敵性競技」であるゴルフは、クラブを持つだけでも白眼視されるなど苦労を極める。3年目の1940年には国内のトーナメントも次々中止され、林にも召集令状が来る。徴兵されて世田谷の近衛師団に入隊、一時プロ活動を中断。入隊後の仕事は蹄鉄作りであったが、むらなく滑らかな蹄鉄の打ち方を学ぶうちに林は「そうだ、これはまさに上から叩いて引くバンカーショットと同じなんだ。よし、蹄鉄の表面がバンカーだと思って、ハンマーがサンドウェッジだと思ってやってみよう。」と気付く。蹄鉄打ちに明け暮れ、優秀な工務兵となった林はその技術を評価され出兵せずに内地に残ることとなるが、後に林は著書の中で「私は師団にいても片時もゴルフのことを忘れなかった。いつかはまたゴルフができる時がくるはずだ、ゴルフこそ、人生の生きがいなんだということを、強く心の中で思っていたのである。」と振り返っている。
戦後にプロ活動を再開し、ゴルファーとしての初仕事は、芋畑や練兵場になっていたゴルフ場を修復する事であった。1948年の関東プロで戦前戦後を挟んで10年目の初優勝を果たし、宝塚ゴルフ倶楽部で行われたエキシビションマッチに出場。右脇を閉めて左脇を開けるフック打ち専門だった林は、15番ホールで左足下がりのライで大空振りしてしまう。その様子を宮本留吉と戸田藤一郎に笑われてしまい、彼らは「関東のゴルファーはこの程度かいな」と言いつつも、「林君、よう見ときや」とフックとスライスを打ち分ける見本を見せてくれた。林は「右もあれば左もあるんやで」の言葉から、「物事には様々なアプローチがある。見た物や教わった事を全て取り入れる柔軟さと、自分の物に出来るだけの技量が大事だ」と悟り、後に「その後のゴルフ人生を変えた出来事」と語っている。
その後は日本プロで1949年にストローク・プレー、1950年にはマッチ・プレーになったが、林は決勝で9-7という大会史上最多の大差で小野光一を下して2連覇。1950年には日本プロの2日前に終わったばかりの日本オープンも逆転優勝しており、戦後の再開公式戦3つをいずれも取り、世間をアッといわせた。関東オープンなども次々に制覇し、戦後復興のゴルフ界に一躍トッププレーヤーとして躍り出ると、1952年夏にはアメリカ・シカゴタモシャンタで2週連続で行われた全米ゴルフトーナメントと世界プロゴルフ選手権に日本人として戦後初めて招待されるなど、中村寅吉、小野らと共に復興期の日本ゴルフ界を支えた。林は中村・島村祐正・石井迪夫と共に招待されるが、特に世界プロは優勝賞金当時世界最高額の2万5000ドルというビッグトーナメントで、全米オープンやマスターズの優勝賞金が4000ドルの時代に、文字通り桁違いの賞金額であった。全米トーナメントは高速グリーンに戸惑ったが、3オーバー、291で回って日本勢最高位の42位に終わる。
1953年からは林の単独遠征となったが、ドルの無い時代で遠征には苦労した。シカゴでは在留邦人達の声援を受けながら奮闘し、「大和魂で行け!」と激励された林は大柄な外人との組み合わせでも、ドライバーショットの飛距離で互角に渡り合った。アメリカでは小柄な体から子供に間違われ、コースからつまみ出されそうになったが、ベン・ホーガンやサム・スニード等の当時の一流ゴルファーの技術に触れ、いち早く取り入れた。1955年まで計4回も世界の強豪相手に戦いを続け、最高成績は1953年全米トーナメントの39位で、同年の『ゴルフマガジン』に「日本のプロはパッティングが弱いのが致命的であると思う」とコメントを寄せている。林にとって決して満足のいく結果ではなかったが、海外挑戦の成果は国内で次々にトーナメントを制することで実証してみせた。
1956年にはアジアサーキット・フィリピンオープン石井と共に出場し、藤山愛一郎やマニラ在外事務所代理の卜部敏男が献身的に協力をしてくれた。帰国後は日本プロで7-6という大勝利を収めて3勝目を挙げ、1961年にも優勝して宮本と戸田の持つ最多優勝記録の4勝に並んだ 。1961年から試合形式が現在のストロークプレーに改められたが、林は藤井義将を抑えて優勝、最初の王者になった。
1956年にはカナダカップ日本代表に選出され、団体では石井のペアでホーガン&スニード（ アメリカ合衆国）、ボビー・ロック&ゲーリー・プレーヤー（ 南アフリカ連邦）、アル・ボーディング&スタン・レオナルド（ カナダ）に次ぎ、ダイ・リース&デニス・スモールドン（ ウェールズ）、ジョン・パントン&エリック・ブラウン（ スコットランド）、アーサー・デバルダー&フローリー・ファンドンク（ ベルギー）、パーシー・クリフォード&ロベルト・デ・ビセンツォ（ メキシコ）、ピーター・トムソン&ノーマン・フォン・ニダ、ハリー・ブラッドショー&クリスティ・オコナー（ アイルランド）、アンゲル・ミゲル&セバスチャン・ミゲル（ スペイン）を抑え、ケン・バウスフィールド&ハリー・ウィートマン（ イングランド）と並ぶ4位タイの好成績を出して世界の注目を浴びる。日本は2日目まで29チーム中17位と苦戦していたが、36ホールの最終日に猛追。特に最終ラウンドは2人でホーガン、スニードと共に68をマークして一気にイングランドと並ぶ4位にまで順位を上げて大会を終え、3度目の挑戦にして世界の強豪国と渡り合える成績を残した。大会前にはゴルフ・イラストレーテッド誌が「日本、韓国、中国などアジア諸国からも選手が参加する。彼らに入賞の機会があるわけではないが、遠来の客を快く受け入れよう」と書くなど、入賞などありえないと決めてかかった見方もあったが、大会後にタイムズ紙は「日本人は物まねに長けているといわれる通りに、林と石井は大会最終日にはウエントワースのコース攻略法を盗み取っていたようである」と皮肉交じりに日本を称賛。会場に詰めかけたギャラリーは、イギリスゴルフ史上最高の2万人に達した。一説によると、日本での第5回大会開催が決定的になったのも、2人の活躍があったからといわれている。同年末、第5回大会開催の本命と目されていたオーストラリアを逆転して日本開催が決定している。この後は石井と共に全英オープン予選会に挑戦し、1932年の宮本以来24年ぶりの出場を決めたが、林は予選落ちしている。
42歳になった1964年には痛風を発症するが、周囲の人々の親身なアドバイスや家族の懸命のサポート、持ち前のポジティブな性格とゴルフへの熱い思いが一体となり、復帰。その賜物である「痛風ショット」は後年、ゲーリー・プレーヤーが真似するほどのものであった。体調も戻ったが、48歳になった1970年には交通事故に見舞われる。林は後遺症で首が曲がらず、腕も上がらなくなってしまった。必死の治療で1年後に何とかゴルフのできる身体に戻るが、プロとして最前線で戦うことは難しくなった。その後はシニアツアーに転じ、アマチュアレッスンやテレビでのゴルフ解説なども行った。後進の育成にも取り組み、その門下からは青木功や尾崎将司、飯合肇、鷹巣南雄、海老原清治、福嶋晃子など一流のプロゴルファーを輩出し、『我孫子一門』と言われる。
プロとしての第一のモットーは上記の経験などから「技術は見て盗め」であり、門下生にも徹底させ、アマチュアにレッスンする時は、掌を上に向けて「ちょうだい」と手を出した時の形でグリップを握る、敢えてミスショットを教えるなど、独特ながらも分かり易い教え方をした。
プロ野球・西鉄退団後ゴルフに転向した尾崎を初めて見た時には「最初から小技が上手い、これはモノになる」と感じ、福嶋は小学生の頃の素質を見抜き、賞金王、賞金女王6人を輩出。
身長160cm・体重58kgと小柄な体ながら、強いリストから変幻自在の球筋を繰り出し、特にアプローチとバンカーショットはプロが教えを請うなど名人芸と言われた。
ゲーリー・プレーヤーがアプローチの教えを請うなど外国人選手からも尊敬を受け、高度なトリックショットはテレビ番組で度々披露された。
1979年から1984年には日本プロゴルフ協会副会長を務め、1994年に文部大臣スポーツ功労者顕彰、2002年に我孫子市民文化スポーツ栄誉賞、2003年に日本ゴルフツアー機構よりゴルフトーナメント功労賞を受賞。2012年に第1回日本プロゴルフ殿堂顕彰者。
ゴルフレッスン会社・ラクエンゴルフの主宰でもあった。
2012年1月2日午前8時20分、老衰のため茨城県内の施設で死去。89歳没。葬儀では青木が弔辞を読んだ。戒名は「球山由徹信士」。

## 主なタイトル
- 1948年 - 関東プロ
- 1949年 - 関東プロ
- 1950年 - 日本オープン、日本プロ
- 1952年 - 読売プロ
- 1953年 - 関東プロ
- 1954年 - 日本プロ
- 1955年 - 関東オープン、読売プロ
- 1956年 - 日本プロ
- 1960年 - 関東オープン
- 1961年 - 日本プロ

## 人物・エピソード
- 1992年の富士電機グランドスラムのテレビ解説で、ゲスト解説のビートたけしと共演。
- 実は招待選手のアーノルド・パーマーやリー・トレビノと、たけし・松尾雄治ペアがエキシビションで対戦するはずであったが、収録後に松尾がポーカー賭博の不祥事を起こしてしまい、急遽たけしと林のトークコーナーに差し替えになった。
- たけしは自らの番組『北野ファンクラブ』（フジテレビ）で林について、「下ネタばっかり言ってゲラゲラ笑って豪快なオヤジさんだったが、そのゴルフ理論と教え方は凄かった」と語っている。林の人柄が垣間見えるエピソードである。

## 著書
- コントロール・ゴルフ（報知新聞社）
- 林式・実戦手打ちゴルフ（学習研究社）
- 真似てまねされ―我がフェアウェー プロ・ゴルファー林由郎自伝（ベースボールマガジン社）
- 自由自在のゴルフ人生（講談社）